# Anacaona (Band)
Anacaona ist der Name der kubanischen Frauenband, die Concepción „Cuchito“ Castro Zaldarriaga gemeinsam mit ihren Schwestern 1932 während der Diktatur von Gerardo Machado gründete. Nach und nach integrierten sich alle elf Schwestern in die Band. Die Idee, das erste weibliche Septett, das den Son Cubano beherrschte, ins Leben zu rufen, wurde aus der Not geboren: Die Universitäten von Havanna waren wegen Studentenprotesten geschlossen worden, und Cuchito sah sich gezwungen, ihr Studium der Zahnmedizin aufzugeben. Sie waren Pionierinnen zu jener Zeit, als man Frauen noch für unfähig hielt, Son-Musik und Instrumente wie Trompete oder Trommeln zu spielen. Anacaona arbeitete musikalisch eng mit den kubanischen Künstler-Größen jener Zeit zusammen: mit den Musikern des Septeto Nacional, das von Ignacio Piñeiro geleitet wurde, insbesondere mit Lázaro Herrera. Graciela Pérez, die Schwester von Machito, der als Bandleader in New York die Fundamente für den Latin Jazz legte, war über ein Jahrzehnt lang Anacaonas Sängerin.

## Geschichte
Den Namen der Band entlehnten die Musikerinnen, Cuchitos Freundinnen und Schwestern, der Taíno-Kazikin Anacaona, die zu den Zeiten von Kolumbus den Spaniern Widerstand geleistet hatte. Das Septett gab ihr Debüt in Havannas Teatro Payret. Anacaona trat im Radio auf und war bald die Attraktion der Freiluft-Cafés der Aires Libres gegenüber vom Kapitol von Havanna. Die Gründungsmitglieder des Septetts waren Isabel Álvarez, Berta Cabrera, Elia O’Relly und die vier Castro-Schwestern Ada, Olga „Bola“, Cuchito und Ondina. Später gesellten sich Caridad „Cachita“, Emma, Flora, Alicia, Argimira „Millo“, Xiomara und Yolanda dazu und formierten eine Frauen-Jazz-Band. Die Musikerinnen reisten auf Tournee durch Kuba (1933), nach Puerto Rico (1935), Mexiko (1936), Panama, Kolumbien und Venezuela (1937). 1937 nahm sie RCA Victor, die damals weltweit führende Plattenfirma, unter Vertrag und die Frauenband startete eine internationale Karriere. Im Winter 1938 eröffnete das Son-Septett den Nachtclub „Havana Madrid“ am Broadway in New York. Anacaona gab Gastspiele in der Radiostation NBC von New York, im Hotel Commodore, im Hotel Pierre und im Waldorf Astoria in einer Show aus Anlass des Geburtstages von US-Präsident Franklin D. Roosevelt. Anschließend reiste 1938 Anacaona zusammen mit Alberto Socarras, der als „Magier auf der Querflöte“ bekannte kubanische Musiker, nach Paris. Als Jazzband war sie die Zugnummer im Kabarett „Les Ambassadeurs“ an den Champs-Elysées, wo sie mit der Revue des International Casino von New York auftrat. Anschließend spielte Anacaona in der Septett-Formation in der Szene-Boîte Chez Florence am Montmartre zusammen im Programm mit Django Reinhardt und seinem Quintett du Hot Club de France. Kurz vor Ausbruch des Zweiten Weltkriegs kehrte die Frauenband nach Kuba zurück.
Mit den Auftritten in New York und Paris erlangte Anacaona internationalen Ruhm. Mitte der 1940er Jahre tourte Anacaona ein Jahr lang durch Mexiko und 1947 engagierte sie Ernesto Lecuona für zwei Saisons in Havannas Casino Nacional, dem „Monte Carlo von Lateinamerika“. Neben Tourneen nach Mittelamerika, Kolumbien und Venezuela gab Anacaona 1948 ihr Leinwanddebüt im Film A La Habana me Voy (Auf nach Havanna). Weitere Spielfilme drehten sie in Mexiko, so auch mit dem Rumba-Star Ninón Sevilla. Bekannte Sängerinnen wie Celia Cruz, Omara Portuondo („Buena Vista Social Club“), Haydée Portuondo, Moraima Secada und Dominica Verges gehörten während der 1940er und 1950er Jahre der Band an.
Als Show-Band, die Mambo, Cha-cha-cha und Latin Jazz spielte, trat Anacaona während einer einjährigen Südamerika-Tournee im Jahr 1958 in Radio- und Fernsehstationen sowie renommierten Theatern in Brasilien, Uruguay, Argentinien und Chile auf. In Kuba waren die Revolutionäre unter Fidel Castro auf dem Vormarsch, und als die Schwestern wieder kubanischen Boden betraten, hatten die Revolutionäre die Regierung übernommen. Die Frauenband integrierte sich 1962 in Kubas Consejo Nacional de la Cultura und später in das Staatsunternehmen für traditionelle Musik Ignacio Piñeiro. Obgleich sie dann auf der internationalen Bühne nicht mehr sichtbar waren, erfreute sich Anacaona weiterhin großer Beliebtheit in Kuba und trat in der Originalbesetzung bis 1989 öffentlich auf.

## Aktuelle Band
1989 wurde die Band neu aufgestellt und die verbliebenen fünf Castro-Schwestern zogen sich zurück. Georgina und Dora Aguirre González, die die Originalbesetzung der Band im Jahr 1987 verstärkt hatten, übernahmen deren Leitung. Seit 1991 hat Anacaona in dieser neuen Formation mehrere CDs veröffentlicht und ist in über 20 Ländern aufgetreten, darunter in den USA, Kanada und China. Aus Anlass des 85sten Jubiläums der Frauenband tourten sie 2017 durch Kuba.

## Diskografie

### Anacaona in der Originalbesetzung
- Maleficio, Bésame aquí, Algo Bueno, Oh, Marambé Maramba, Amor Inviolado, Después que sufras (RCA-Victor, 1937)
- Septeto Anacaona & Ciro Rimac, 1936–1937 (Harlequin Records, 1994)
- Anacaona: The Buena Vista Sisters’ Club. The Amazing Story of Cuba’s Forgotten Girl Band (Termidor, 2008)
- Anacaona - Ten Sisters of Rhythm. Termidor Musikverlag/Pimienta Records, 2002. DVD
- Buena Vista Sisters’ Club. (Pa’ti Pa’ mi/Termidor Musikverlag, 2008) DVD

### Anacaona heute
- ¡Ay! (Discmedi 1992)
- Como un milagro (Bis Music, 1995)
- Lo que tú esperabas ... (Lusafrica, 2000)
- Cuba le canta a Serrat vol. II (Discmedi, 2007)
- No lo puedo evitar (Bis Music, 2008)